# یواس‌اس کلین (ای‌پی‌دی-۱۲۰)
یواس‌اس کلین (ای‌پی‌دی-۱۲۰) (به انگلیسی: USS Kline (APD-120)) یک کشتی بود که طول آن ۳۰۶ فوت (۹۳ متر) بود. این کشتی در سال ۱۹۴۴ ساخته شد.